# 10667 Ван Марксфелт
10667 Ван Марксфелт је астероид главног астероидног појаса. Астероид опкружи око Сунца за 2 године, 273 дана, и 18 сати, а средња удаљеност астероида од Сунца износи 1,96425 астрономских јединица (АЈ).
Инклинација (нагиб) орбите у односу на раван еклиптике је 20,27 степени, а ексцентрицитет орбите астероида износи 0,0876.
Апсолутна магнитуда астероида износи 15,6 а орбитални период 1005.4692219.
Астероид је откривен 20. октобра 1975. године у Паломар опсерваторији Тома Герелса. Име долази од холандске књижевнице Сетске де Хан (псеудоним Сиси ван Марксфелт), која је утицала на Ану Франк својим романима о Јоп тер Хел. Пре додељивања имена, астероид је носио назив (10667) 3201 T-2.